# Liam Dunn

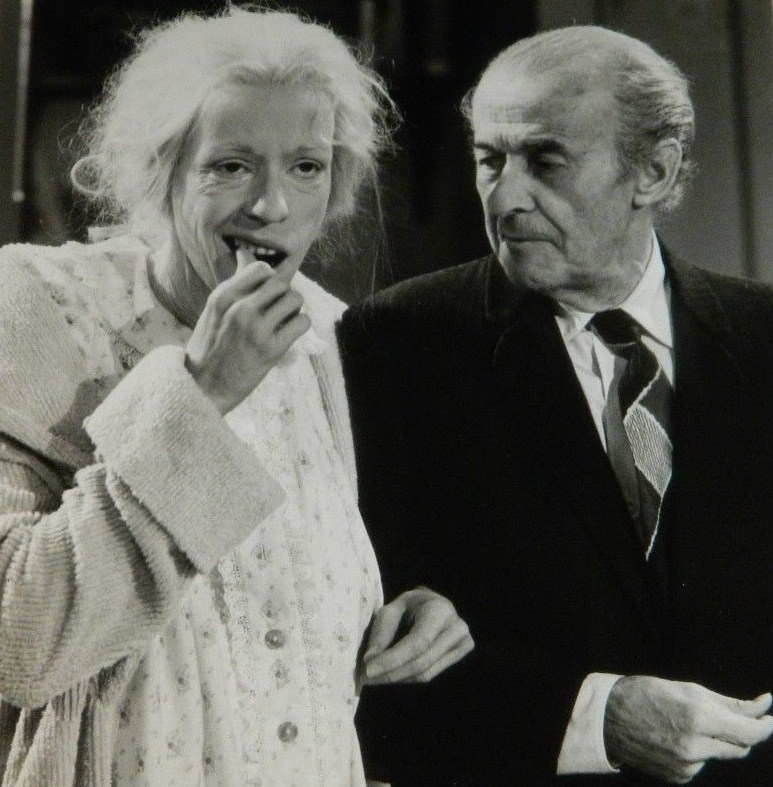
Carol Burnett e Liam Dunn in Twigs (1975)

Liam Dunn (New Jersey, 12 novembre 1916 – Los Angeles, 11 aprile 1976) è stato un attore statunitense, attivo come attore caratterista.

## Biografia
Nato nello stato di New Jersey, come attore fu attivo durante la seconda metà del XX secolo sino alla sua morte, avvenuta nel 1976. Ha recitato in numerosi film di Mel Brooks.

## Filmografia parziale

### Cinema
- Comma 22 (Catch-22), regia di Mike Nichols (1970)
- Ma papà ti manda sola? (What's Up, Doc?), regia di Peter Bogdanovich (1972)
- La banda di Jesse James (The Great Northfield Minnesota Raid), regia di Philip Kaufman (1972)
- Un rantolo nel buio (A Reflection of Fear), regia di William A. Fraker (1972)
- Nanù, il figlio della giungla (The World's Greatest Athlete), regia di Robert Scheerer (1973)
- Charley e l'angelo (Charley and the Angel), regia di Vincent McEveety (1973)
- L'imperatore del Nord (Emperor of the North Pole), regia di Robert Aldrich (1973)
- Papillon, regia di Franklin J. Schaffner (1973)
- Mezzogiorno e mezzo di fuoco (Blazing Saddles), regia di Mel Brooks (1974)
- Herbie il Maggiolino sempre più matto (Herbie Rides Again), regia di Robert Stevenson (1974)
- Frankenstein Junior (Young Frankenstein), regia di Mel Brooks (1974)
- La rapina più pazza del mondo (Bank Shot), regia di Gower Champion (1974)
- Finalmente arrivò l'amore (At Long Last Love), regia di Peter Bogdanovich (1975)
- L'ultima follia di Mel Brooks (Silent Movie), regia di Mel Brooks (1976)
- Una valigia piena di dollari (Peeper), regia di Peter Hyams (1976)
- Uno strano campione di football (Gus), regia di Vincent McEveety (1976)
- Due tigri e una carogna (High Velocity), regia di Remi Kramer (1976)

### Televisione
- Bonanza – serie TV, episodio 9x11 (1967)
- Capitan Nice (Captain Nice) – serie TV, 8 episodi (1967)
- The Good Guys – serie TV, 2 episodi (1968-1969)
- Genesis II, regia di John Llewellyn Moxey – film TV (1973)

## Doppiatori italiani
Nelle versioni in italiano delle opere in cui ha recitato, Liam Dunn è stato doppiato da:
- Armando Bandini in Capitan Nice
- Gianfranco Bellini in Mezzogiorno e mezzo di fuoco
- Gino Baghetti in Herbie il Maggiolino sempre più matto
- Roberto Bertea in Frankenstein Junior